# انتخابات ریاست‌جمهوری ایالات متحده آمریکا (۱۸۰۸)
انتخابات ریاست‌جمهوری ایالات متحده آمریکا (۱۸۰۸)، ۶امین انتخابات ریاست‌جمهوری بود که از تاریخ جمعه، ۴ نوامبر، تا چهارشنبه، ۷ دسامبر ۱۸۰۸ میلادی برگزار شد. نامزد دموکرات-جمهوری‌خواه، جیمز مدیسون توانست نامزد فدرالیست، چارلز سی. پینکنی را قاطعانه شکست دهد.

## نگارخانه

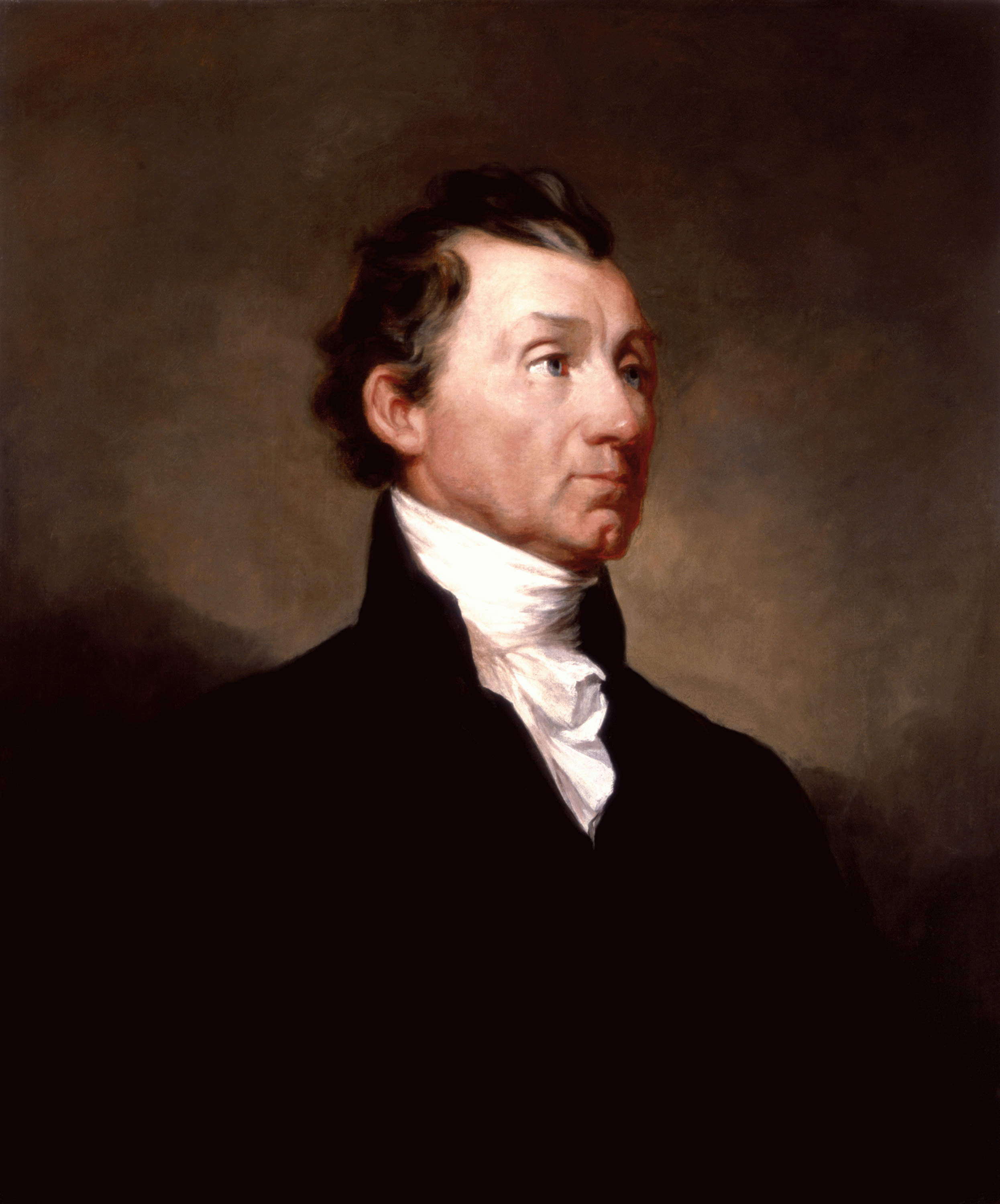
جیمز مونرو
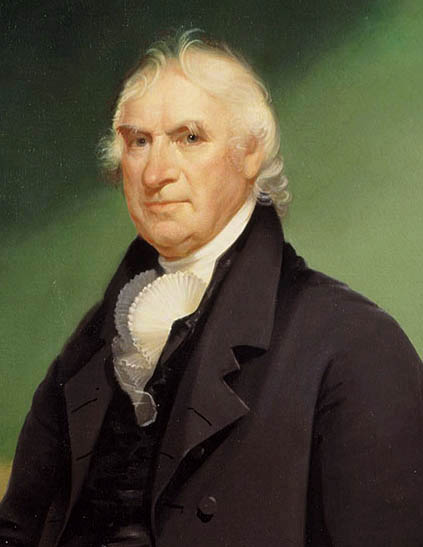
(ویرجینیا)